# Eulithis mellinata
Eulithis mellinata là một loài bướm đêm thuộc họ Geometridae. Nó được tìm thấy khắp miền Cổ bắc và Cận Đông.
Sải cánh dài 33–38 mm. Cánh trước màu vàng điểm các sứa nâu. Bướm bay ban đêm từ tháng 6 đến tháng 8 và bị ánh sáng thu hút.

## Hình ảnh

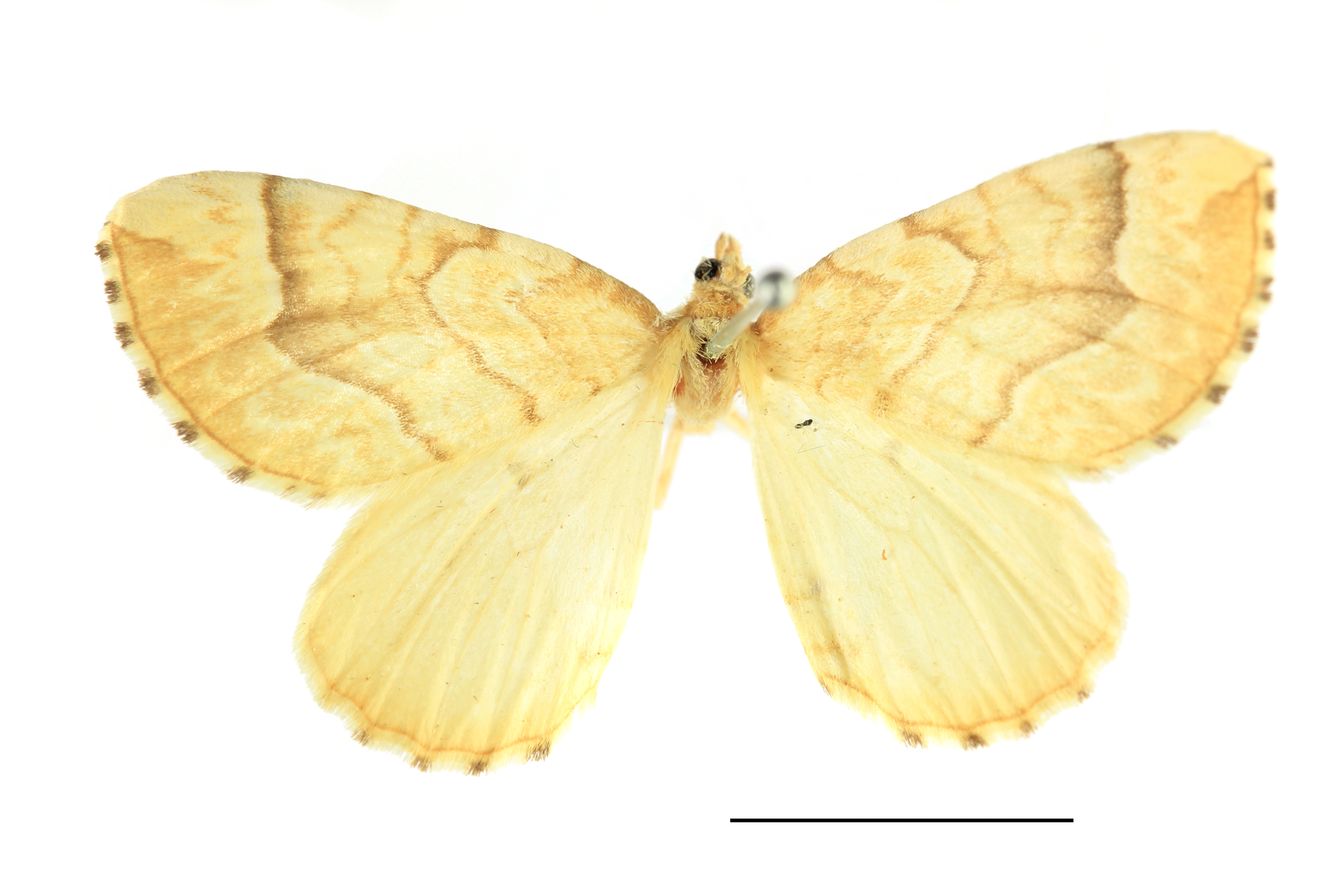
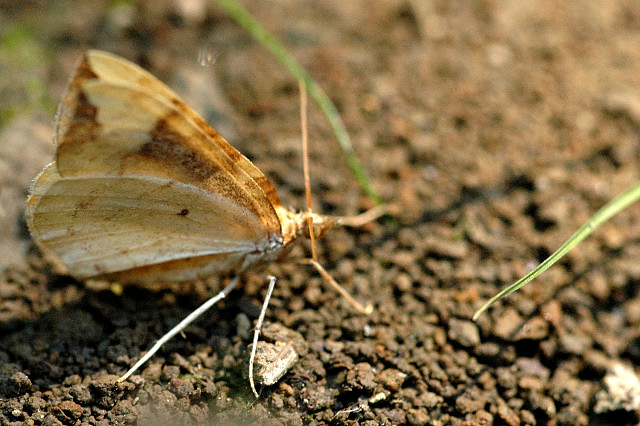
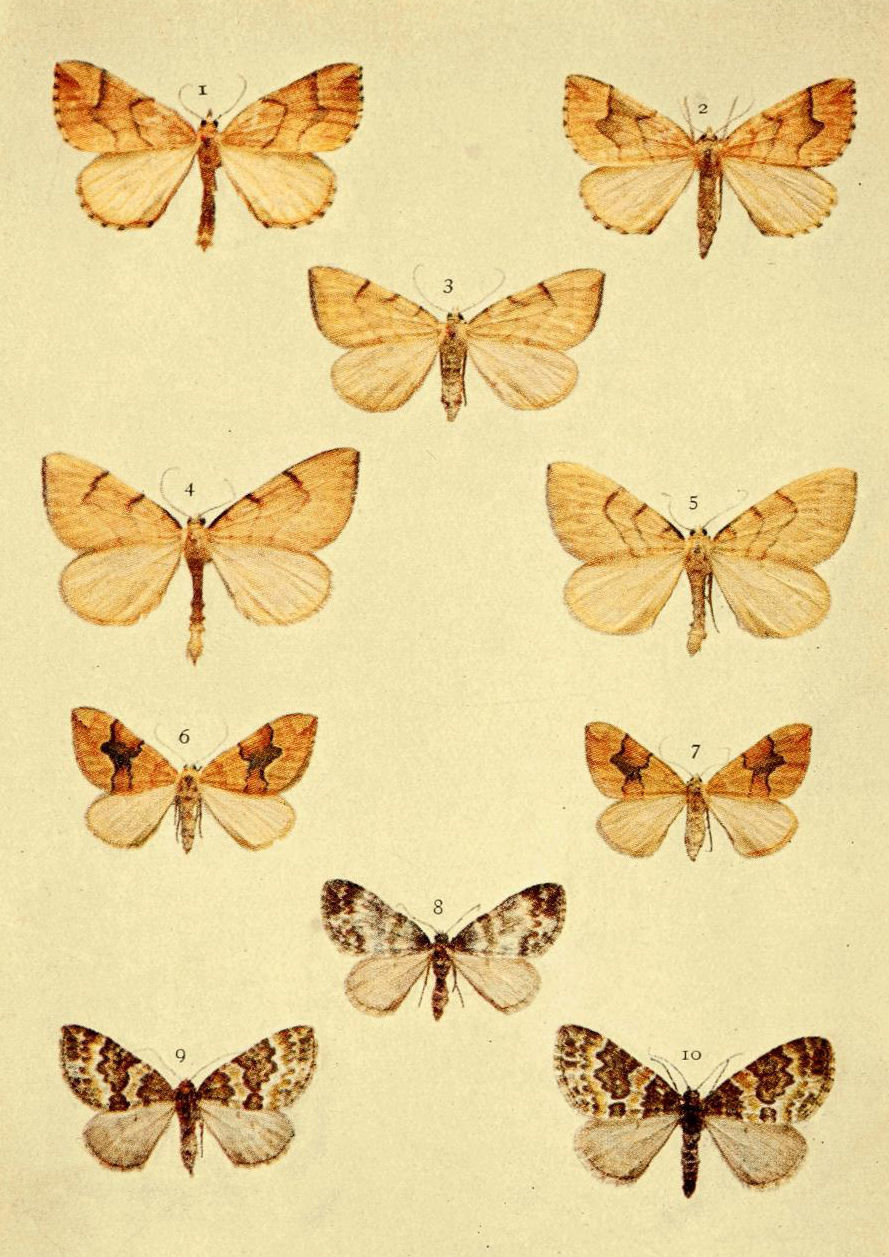
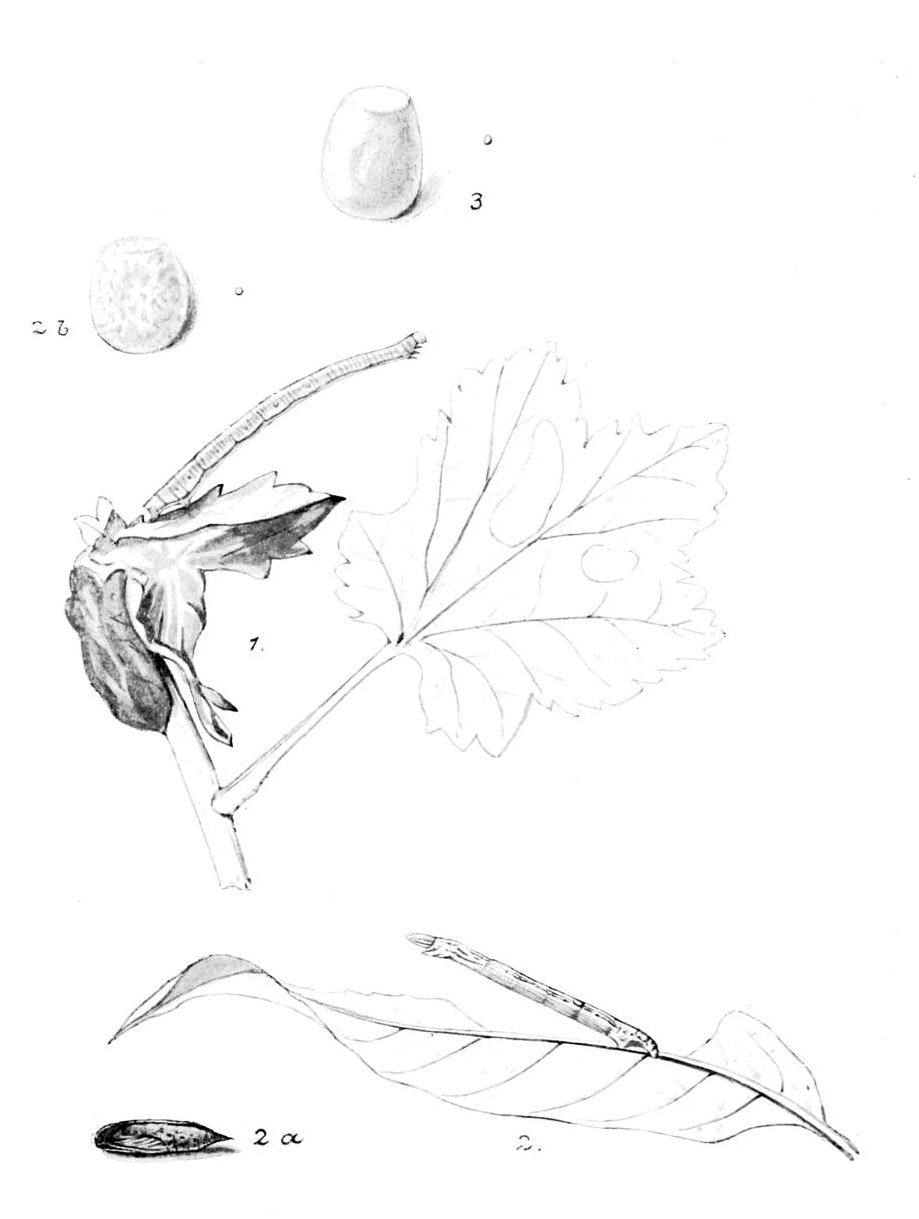